# Charles Edward Dempster
Pour les articles homonymes, voir Dempster.
Charles Edward Dempster, né à Fremantle le 19 décembre 1839 et mort à Sydney le 22 juillet 1907, est un explorateur et homme politique australien. 

## Biographie
Charles Dempster est connu pour avoir exploré avec son frère Andrew (Kinross, Écosse 1843-Muresk, 1909) divers secteurs de l'Australie en accompagnant des expéditions, telle celle de Charles Harper et Barnard Drummond Clarkson dans l'est en 1861 ou en en organisant. 
En 1863, Charles et Andrew Dempster visitent la côte sud dans les parages de la baie Israélite. A leur retour, les frères s'installent comme exploitants à Espérance. Charles entre au Conseil législatif de Toodyay (1873-1874) puis est élu dans les provinces de l'est (1894-1907). Il devient par ailleurs célèbre comme éleveur de chevaux. 
Mort à Sydney en 1907, il est inhumé à Northam. 
Andrew se lance dans le commerce en acquérant le navire Gypsy et représente aussi les provinces de l'est au Conseil législatif en 1903-1904. 
Les frères Dempster sont cités par Jules Verne dans son roman Les Enfants du capitaine Grant (partie 2, chapitre IV).